# Herman Dune

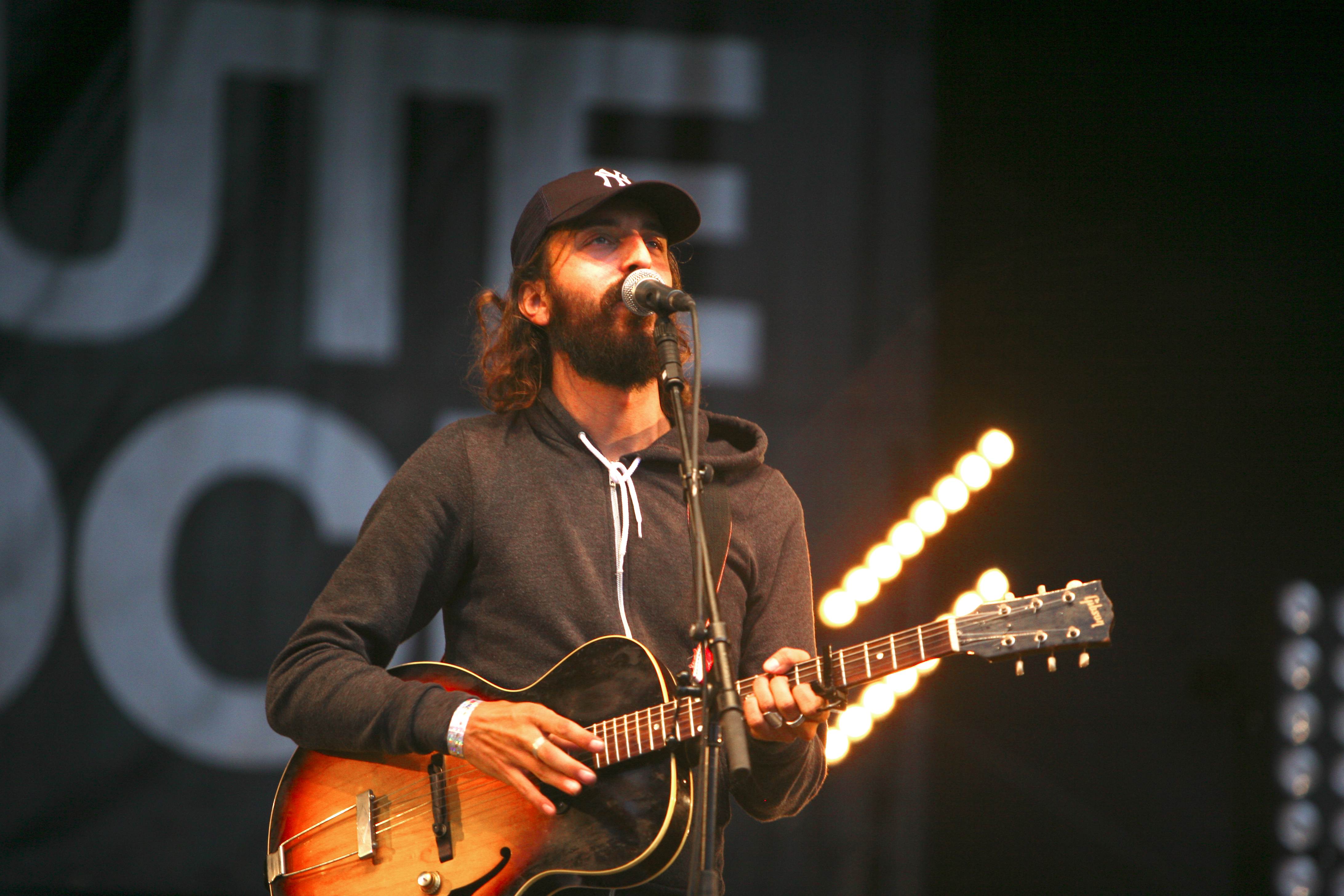
David-Ivar Herman Düne 2007 in Paris

Herman Dune (bis 2006: Herman Düne) ist eine französische Indie-Pop-Band, die 1999 gegründet wurde. Herman Dune werden den Genres Anti-Folk, Lo-Fi oder auch Folk zugeordnet. Die Band wird oft für eine schwedische Band gehalten, vermutlich weil Andrés und Davids Mutter Schwedin ist. Zeitweise wurde vermutet, dass die Band dieses Gerücht selbst verbreitet hätte. In einem Interview haben jedoch André und Neman dem Gerücht ein Ende gesetzt und gesagt: „Die Band ist französisch“.

## Gastmusiker live sowie im Studio
- Dr. Sean Berg (Percussion, Trompete)
- Turner Cody (Bass)
- Ben Pleng (Bass)
- David Tattersall (Gitarre)
- Crystal Madrilejos (Stimme)
- Angela Carlucci (Stimme)
- Kelly Pratt & Tracy Pratt (Bläser)
- Tresor Benouaisch (Mundharmonika, Stimme)
- Kimya Dawson (Stimme)
- Jeffrey Lewis (Stimme, Gitarre)
- Jack Lewis (Bass, Stimme)
- Spencer Chakedis (Stimme)
- Laura Hoch (Stimme)
- Diane Cluck (Stimme)
- Lisa Li-Lund (Stimme)
- Omé (Schlagzeug bis 2001, Gitarre)
- Q (Saxophon)

## Diskografie

### Alben
| Jahr | Titel             | Höchstplatzierung, Gesamtwochen, AuszeichnungChartsChartplatzierungen (Jahr, Titel, Platzierungen, Wochen, Auszeichnungen, Anmerkungen) | Anmerkungen           |
| Jahr | Titel             | FR | Anmerkungen           |
| ---- | ----------------- | --- | --------------------- |
| 2005 | Not on Top        | FR171 (2 Wo.)FR | Track & Field records |
| 2006 | Giant             | FR57 (14 Wo.)FR | Emi/Source            |
| 2008 | Next Year In Zion | FR33 (7 Wo.)FR | City Slang/Universal  |
| 2011 | Strange Moosic    | FR79 (4 Wo.)FR | City Slang/Universal  |

Weitere Alben
- 2000: Turn Off The Light (Prohibited Records)
- 2001: They Go To The Woods (Shrimper)
- 2001: Switzerland Heritage (Prohibited records)
- 2002: The Whys And The Hows of Herman Düne & Cerberus Shoal (North East indie)
- 2003: Mas Cambios (Track & Field records)
- 2003: Mash Concrete Metal Mushrooms (Shrimper records)
- 2013: Mariage à Mendoza (Green United Music)
- 2018: Sweet Thursday (Yaya Tova)
- 2018: Santa Cruz Gold - Fully Loaded (Yaya Tova)
- 2020: Notes from Vinegar Hill (Bb*Island/Cargo)
- 2022: The Portable Herman Dune Vol.1 (Bb*Island/Cargo)
- 2023: The Portable Herman Dune Vol.2 (Bb*Island/Cargo)
- 2023: The Portable Herman Dune Vol.3 (Bb*Island/Cargo)
- 2025: Odysseus (Bb*Island/Cargo)

### EPs
- 2005: Jackson Heights
- A Hype City Record (7")
- 15 Trapped in a Fire (7")
- Between Little Houses (7")
- Glow In The Dark (7")
- Money Makers on My Back (7")

### Singles
| Jahr | Titel Album                     | Höchstplatzierung, Gesamtwochen, AuszeichnungChartsChartplatzierungen (Jahr, Titel, Album, Platzierungen, Wochen, Auszeichnungen, Anmerkungen) | Anmerkungen |
| Jahr | Titel Album                     | FR | Anmerkungen |
| ---- | ------------------------------- | --- | ----------- |
| 2009 | On a Saturday Next Year In Zion | FR60 (8 Wo.)FR |             |

### Kompilationsbeiträge
- Her Name was X-Mas auf „Get Thee behind me Santa“ („Puppy Dog Records“)
- Have You seen the Moon? auf „Performance#1“ („Intercontinental Records“) (2001)

## Nebenprojekte
André Herman Düne (bürgerlich André Benouaisch), der seit 2003 in Berlin wohnt, veröffentlichte mehrere Dutzend CDs unter seinem eigenen sowie diversen Künstlernamen wie John Trawling, Klaus Bong, Ben Dope, Ben Haschish, Fast Ganz, The Fountain Boats, Kreuzberg Museum und Stanley Brinks. Oft beinhalten diese CDs Gastauftritte befreundeter Musiker meist aus dem Antifolk-Umfeld, z. B. Turner Cody, Rachel Lipson und Julie Doiron. Letztere ist auch auf der 2005 erschienenen CD Not On Top zu hören. Diese sind auf seinem eigenen Label RADBAB Records erschienen und werden auf den Konzerten oder per Mailorder verkauft. Stanley Brinks ist sein aktueller Name, den er nach dem Abschied bei Herman Dune gewählt hat. Es gab Probleme mit dem Label EMI, was den Namen anging, und deshalb verwandelte sich André Herman Düne in Stanley Brinks.
RABDAB Releases:
- André Herman Düne - Täglich Brot (New York - Berlin)
- André Herman Düne - Back In The Dales
- André Herman Düne - Brother Morphine CD-R (2002)
- André Herman Düne - Dies Of Old Age In San Francisco
- André Herman Düne - On Jersey Air
- André Herman Düne - Puts You On
- André Herman Düne - Sings Dido
- André Herman Düne - Son Demo 1
- André Herman Düne - Son Demo 2
- André Herman Düne - Stands United
- André Herman Düne - Unnecessary Noise Prohibited
- André Herman Düne & Rom - What Have We Done To The Loneliness? CD-R (2002)
- André Herman Düne & Rom - And Lee
- André Herman Düne & Dave Tattersall - Streets Of Philadelphia
- André Herman Düne & G.Lucas Crane - Walking Dead, Live At Pete's Candy Store
- André Herman Düne & Rachel Lipson - Metal And Vinyl (2005)
- André Herman Düne & Turner Cody - Chill CD-R (2002)
- Back Up (André Herman Düne, Clémence Freschard & G.L.Crane) - Back Up
- Ben Dope - Coney Island Clam Bar International CD-R (2002)
- Ben Dope - Rigamarole Schmigamarole CD-R (2002)
- Ben Dope - La Came CD-R (2003)
- Ben Haschish - Anti Anti Folk Manifesto 7" (2001)
- Ben Haschish - All Over The City CD-R (2002)
- Ben Haschish - Department Of Transportation
- Fast Ganz (André Herman Düne & Neman) - Back From The Living
- Fast Ganz (André Herman Düne & Neman) - Blackheads
- André Herman Düne & Clémence Freschard - Neon Orange EP CD-R (2004)
- André Herman Düne & Clémence Freschard - Shower Gel EP CD-R
- André Herman Düne & Clémence Freschard - Kreuzberg Cafe CD-R (2005)
- Futsukayoi (André Herman Düne & Ome)- Futsukayoi
- John Andreas - Wintry Poem
- John Trawling - Drives
- John Trawling - Comes With... CD-R(2003)
- John Trawling & M.J Gandjah - Call Me Juanita EP CD-R (2003)
- Klaus Bong - Left
- Klaus Bong - Zgon
- The Fountain Boats (André Herman Düne & and Lua Cravo) - Ducks Go Rak Rak
- The Fountain Boats (André Herman Düne & and Lua Cravo) - No Hard Shoulder
- Stanley Brinks - Bops a Zap CD-R (2006)
- Stanley Brinks - Loiters CD-R (2007)
- Stanley Brinks - Dank U CD-R/12"(2007)
- Stanley Brinks - Cooks CD-R (2007)
- Stanley Brinks - Bit CD-R (2008)
- Stanley Brinks And The Wave Pictures - s/t CD-R (2008)
- Stanley Brinks - Bit CD-R (02.2008)
- Stanley Brinks - Sings The Blues CD-R (3. August 2008)
- Stanley Brinks - Horns In CD-R (1. Januar 2009)
- Stanley Brinks - Hoots CD-R (1. Januar 2010)

David-Ivar Herman Düne (bürgerlich David-Ivar Benouaisch) veröffentlichte ebenfalls einige Solo-CDs:
- Rama Huset (David-Ivar Herman Düne & Neman) - Live at the Royal Academy Against Authority (2000)
- David-Ivar Herman Düne & El Boy Die - Di-Die Live (2001)
- Kungen - Cub in 5 10"(2001)
- Temple Temple (David-Ivar Herman Düne & Etienne Jaumet) - Hey...we are ... ...Temple Temple 7" (2002)
- The Very Best Of Satan´s Fingers
- Yaya (erst als CD-R selbst vertrieben, später auch auf Shrimper erschienen)
- Demented Abuction

## Videos
- My Friends kill my Folks (2004)
- Not on Top (2005)
- I wish that I could see you soon (2006)
- 1-2-3 Apple Tree (2007)
- My Home Is Nowhere Without You (2008)
- Tell Me Something I Don't Know (2011)